# District de Wokha
Le district de Wokha est un district de l'état du Nagaland, en Inde.

## Géographie
Au recensement de 2011, sa population compte 166 239 habitants.
Son chef-lieu est la ville de Wokha. 